# Flughafen Bilbao

i8
i11
i13
Der Flughafen Bilbao (spanisch Aeropuerto de Bilbao, baskisch Bilbo-Loiuko aireportua; IATA-Code: BIO, ICAO-Code: LEBB) ist ein internationaler Verkehrsflughafen nahe Bilbao in der Autonomen Gemeinschaft Baskenland im Norden Spaniens.
Die Betreiberfirma des Flughafens ist die spanische Aktiengesellschaft Aena. Er gehört zu den meistfrequentierten Flughäfen in Spanien. Der Flughafen liegt ca. fünf Kilometer nördlich der Stadt Bilbao in der Gemarkung der Gemeinde Loiu.

## Flughafenanlagen

### Start- und Landebahn
Der Flughafen Bilbao verfügt über zwei Start- und Landebahnen. Die längere Start- und Landebahn trägt die Kennung 12/30, ist 2.600 Meter lang, 45 Meter breit und hat einen Belag aus Asphalt. Die Querwindbahn 10/28 ist 1.910 Meter lang, 45 Meter breit und hat ebenfalls einen Belag aus Asphalt.

### Passagierterminal

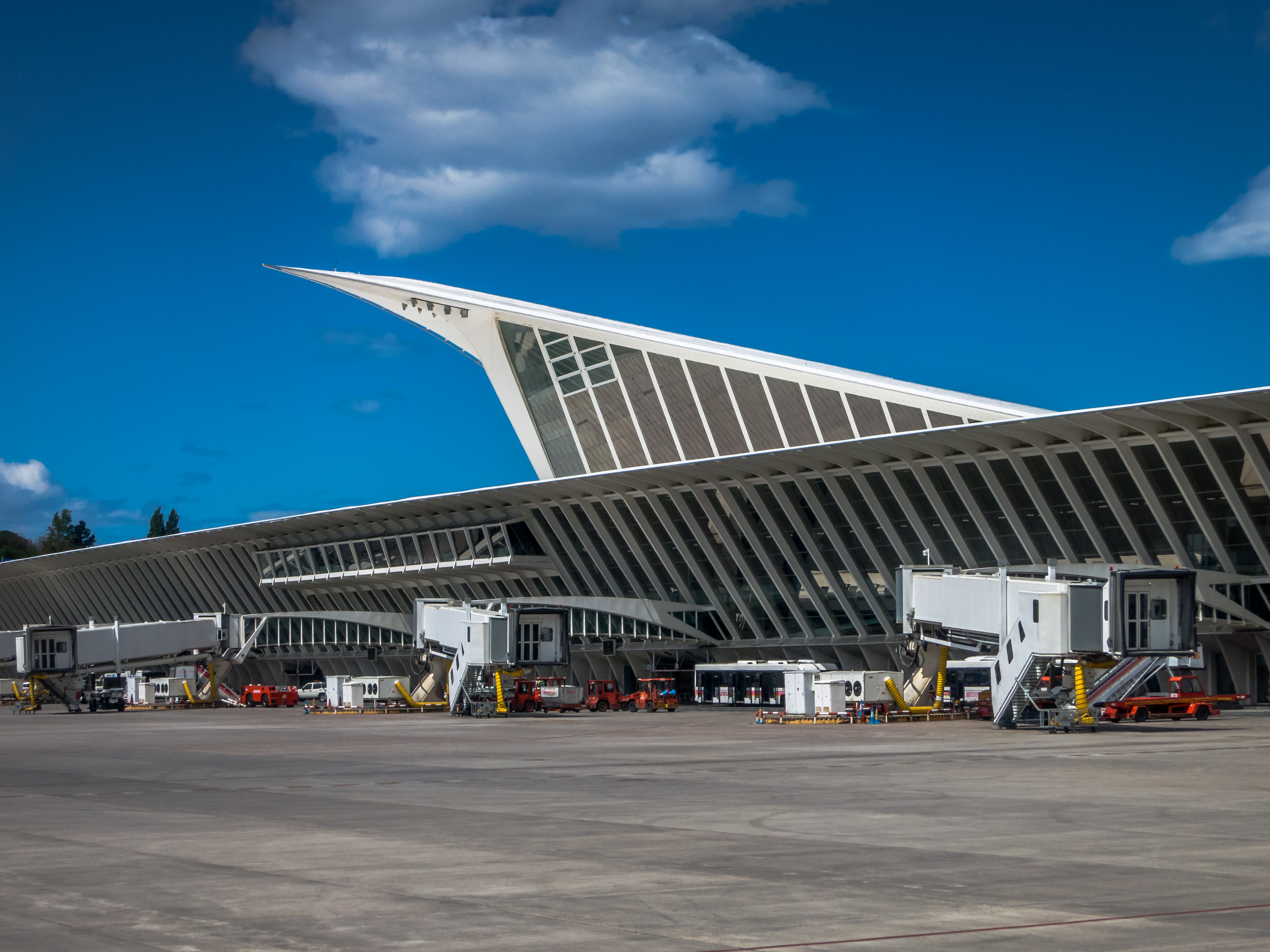
Passagierterminal vom Rollfeld gesehen

Das von dem spanischen Architekten Santiago Calatrava entworfene Terminal wurde 2005 fertiggestellt. Es wird auf Grund seiner markanten Form La Paloma (dt. Die Taube) genannt. Es besteht hauptsächlich aus zwei Ebenen. Abflüge werden in der oberen, Ankünfte in der unteren Ebene durchgeführt. Einige der großen Fluglinien haben eigene Schalter im Abflugbereich. Das Terminal ist mit 14 Flugsteigen und sechs Fluggastbrücken ausgestattet.

## Fluggesellschaften und Ziele
Bilbao ist ein internationaler Flughafen, von dem mehrmals täglich regelmäßige innerspanische sowie europaweite Verbindungen abgehen. Die Passagierzahlen auf Strecken vom und ins Ausland ist in den letzten Jahren kontinuierlich gestiegen.

### Spanien
Die wichtigsten Inlandsziele waren im Jahr 2019 Madrid, Barcelona, Sevilla, Málaga und Palma de Mallorca.

### Deutschland
Es werden direkte Flüge nach Berlin, Düsseldorf, Frankfurt, Hamburg, München und Stuttgart angeboten.

### Österreich
Wien wird direkt angeflogen.

### Schweiz
Bilbao ist direkt mit Basel, Genf und Zürich verbunden.

## Verkehrszahlen
In den letzten Jahren sind die Passagierzahlen kontinuierlich gestiegen, was den Flughafen Bilbao zu einem der meist frequentierten Flughäfen im Norden der iberischen Halbinsel macht und somit sein Einzugsgebiet um viele hunderte Kilometer, gar bis ins angrenzende, französische Baskenland, stetig erweitert.
| Jahr  | Fluggastaufkommen | Luftfracht (Tonnen) | Flugbewegungen |
| ----- | ----------------- | ------------------- | -------------- |
| 2024* | 6.777.267         | 927                 | 52.538         |
| 2023  | 6.336.365         | 750                 | 51.448         |
| 2022  | 5.129.584         | 672                 | 44.919         |
| 2021  | 2.581.064         | 472                 | 26.429         |
| 2020  | 1.690.011         | 384                 | 20.496         |
| 2019  | 5.905.820         | 980                 | 51.591         |
| 2018  | 5.469.406         | 1.216               | 49.966         |
| 2017  | 4.973.809         | 1.956               | 46.990         |
| 2016  | 4.588.339         | 2.974               | 45.105         |
| 2015  | 4.277.725         | 2.872               | 43.862         |
| 2014  | 4.015.350         | 2.856               | 42.590         |
| 2013  | 3.800.774         | 2.538               | 42.683         |
| 2012  | 4.171.065         | 2.263               | 50.028         |
| 2011  | 4.046.172         | 2.634               | 54.446         |
| 2010  | 3.888.955         | 2.548               | 54.119         |
| 2009  | 3.654.957         | 2.691               | 54.148         |
| 2008  | 4.172.903         | 3.179               | 61.682         |
| 2007  | 4.286.751         | 3.231               | 63.076         |
| 2006  | 3.876.072         | 3.418               | 58.574         |
| 2005  | 3.843.953         | 3.957               | 56.285         |
| 2004  | 3.395.773         | 4.153               | 50.361         |
| 2003  | 2.850.524         | 3.814               | 44.009         |
| 2002  | 2.463.698         | 3.699               | 39.832         |
| 2001  | 2.491.770         | 3.674               | 44.166         |
| 2000  | 2.556.373         | 4.039               | 45.506         |

* 2024: Vorläufige Daten

## Verkehrsanbindung

### Auto, Taxi und Mietwagen
Der Flughafen kann per (kostenpflichtiger) Autobahn in ca. 10-15 Minuten mit dem Auto vom Stadtzentrum erreicht werden (Autovía BI-631 Salida 11). Mehrere Parkhäuser, die direkt mit dem Flughafengebäude verbunden sind, stehen allen Reisenden je nach Zweck ("Langparken" oder "Kurzparken") zur Verfügung.

### Bus
Stadtbus Bizkaibus: Der BizkaiBus A3247 verkehrt in regelmäßigen Abständen (alle 15 Minuten) zwischen Flughafen und dem Stadtgebiet. Die vier Haltestellen befinden sich gegenwärtig in unmittelbarer Nähe zum Guggenheimmuseum (Alameda Recalde 11, ca. 15 Minuten), der zentralen Plaza Moyua (Moyua Plaza, ca. 20 Minuten), der Gran Vía (Gran Vía 79, ca. 25 Minuten) sowie der Endstation, dem Busbahnhof Termibus (nähe Fußballstadion San Mamés, ca. 30 Minuten). Der Erwerb einer Creditrans-Karte, die ebenso für die innerstädtischen Transportmittel verwendbar ist, lohnt sich für einen längeren Aufenthalt in Bilbao.
Die Endstation, der Busbahnhof Termibus (ca. 30 Minuten Fahrzeit), ist Knotenpunkt für weitere Fernbusse nach ganz Spanien.
Regionalbus Lurraldebus: Der Lurraldebus bedient in regelmäßigen Abständen die Routen Flughafen Bilbao – Zarautz – San Sebastián/Donostia sowie die Verbindung Flughafen Bilbao – Éibar – Bergara – Mondragón/Arrasate
Sowohl BizkaiBus als auch Lurraldebus kommen an der oberen Ebene (Abflug) an, fahren aber von der unteren Ebene (Ankunft) ab.

### U-Bahn
Zur angedachten Verlängerung der Metro-Linie 3 sieht eine informative Studie einen 2,5 km lange Strecke mit einer Station unter dem Hauptparkplatz vor.

## Zwischenfälle
- Am 23. Januar 1961 geriet eine Douglas DC-4/C-54D der United States Air Force (USAF) (Luftfahrzeugkennzeichen 42-72566) auf dem Flughafen Bilbao von der Landebahn ab und wurde irreparabel beschädigt. Alle Insassen überlebten den Unfall.[11]

- Am 28. Dezember 1972 verunglückte eine Fokker F28-1000 der Iberia (EC-BVC) bei einem Trainingsflug auf dem Flughafen Bilbao. Nach einer Warnung über asymmetrisch ausgefahrene Landeklappen wurde eine Landung mit eingefahrenen Klappen durchgeführt, bei starkem Regen und Rückenwind. Außerdem wurde auch noch spät aufgesetzt, so dass die Maschine das Landebahnende überrollte und in holperiges Gelände geriet, wo sie in drei Stücke zerbrach. Alle vier Piloten (die einzigen Insassen) überlebten.[12]

- Am 15. September 1975 verunglückte eine Hawker Siddeley Trident 1E der British Airways Regional Division Northeast (vormals Northeast Airlines) (G-AVYD) beim Start auf dem Flughafen Bilbao. Die Maschine sollte nach London-Heathrow fliegen; der Start auf der sehr nassen Startbahn wurde erst nach Überschreiten der Entscheidungsgeschwindigkeit V1 abgebrochen. Als der Kapitän erkannte, dass die verbleibende Bremsstrecke nicht ausreichen würde, lenkte er die Maschine nach links von der Bahn ins Gras, wobei sie irreparabel beschädigt wurde. Alle 117 Insassen, sieben Besatzungsmitglieder und 110 Passagiere, überlebten den Unfall.[13]

- Am 19. Februar 1985 wurde eine Boeing 727-256 der Iberia (EC-DDU) beim Anflug auf den Flughafen Bilbao 30 Kilometer davon entfernt ins Gelände geflogen, wo sie eine Rundfunkantenne streifte und dadurch eine Tragfläche abgerissen wurde (Controlled flight into Terrain (CFIT)). Keiner der 148 Menschen an Bord überlebte den Unfall (siehe auch Iberia-Flug 610).[14]

- Am 7. Februar 2001 verunglückte ein Airbus A320-200 der Iberia (EC-HKJ) mit 143 Insassen bei der Landung auf dem Flughafen Bilbao. Die Maschine geriet während des Endanfluges in heftige Turbulenzen und Scherwinde, sodass die Piloten ein Durchstartmanöver einleiten wollten. Durch eine Verkettung der verschiedenen Umstände und eines Designfehlers wurde jedoch das Anstellwinkel-Schutzsystem aktiviert. Dies hinderte die Piloten daran, die Maschine hochzuziehen, sodass diese mit einer Sinkrate von 6 m/s (1200 Fuß pro Minute) auf die Landebahn krachte, wodurch das Bugfahrwerk zusammenbrach und die erst sieben Monate alte Maschine irreparabel beschädigt wurde.[15]